# SN 2005ah
SN 2005ah – supernowa typu Ia odkryta 10 lutego 2005 roku w galaktyce A060045-5835. W momencie odkrycia miała maksymalną jasność 17,30m.